# Organización Deportiva Suramericana
Die Organización Deportiva Suramericana (ODESUR) ist der Dachverband der Nationalen Olympischen Komitees Südamerikas. Er organisiert unter anderem die Südamerikaspiele, die Juegos Suramericanos de Playa (die Südamerikanischen Strandspiele) und die Südamerikanischen Jugendspiele.

## Geschichte
Die ODESUR wurde 1976 in La Paz, Bolivien, gegründet. Die Gründungsmitglieder waren Argentinien, Bolivien, Chile, Paraguay und Peru.

### Präsidenten
| Name                       | Zeitraum  | Land        |
| José Gamarra Zorrilla      | 1976–1982 | Bolivien    |
| Antonio Rodríguez          | 1982–1986 | Argentinien |
| Juan Carlos Esguep         | 1986–1988 | Chile       |
| Raúl Gamboa                | 1988–1994 | Peru        |
| Sabino Hernández           | 1994–1998 | Ecuador     |
| Antonio Rodríguez          | 1998–2003 | Argentinien |
| Carlos Arthur Nuzman       | 2003–2017 | Brasilien   |
| Camilo Pérez López Moreira | seit 2017 | Paraguay    |

## Mitglieder
Aktuell hat die ODESUR 14 Mitglieder:
| Staat       | Olympisches Komitee         |
| ----------- | --------------------------- |
| Argentinien | Comité Olímpico Argentino   |
| Aruba       | Comité Olímpico Arubano     |
| Bolivien    | Comité Olímpico Boliviano   |
| Bonaire     |                             |
| Brasilien   | Comitê Olímpico Brasileiro  |
| Chile       | Comité Olímpico de Chile    |
| Curaçao     |                             |
| Ecuador     | Comité Olímpico Ecuatoriano |
| Guyana      | Guyana Olympic Association  |
| Kolumbien   | Comité Olímpico Colombiano  |
| Panama      | Comité Olímpico de Panamá   |
| Paraguay    | Comité Olímpico Paraguayo   |
| Peru        | Comité Olímpico Peruano     |
| Suriname    | Surinaams Olympisch Comité  |
| Uruguay     | Comité Olímpico Uruguayo    |
| Venezuela   | Comité Olímpico Venezolano  |